# باد بالارو
باد بالارو (به انگلیسی: Anabatic wind) بادی محلی است که ناشی از وزش هوا طی روز از نقاط پست به ارتفاعات.
دامنه‌های کوه بواسطه نور خورشید گرم می‌شوند، هوای فوقانی به صورت جریانی عمودی صعود می‌کند، و هوای باد بالارو به داخل حرکت می‌کند تا جای آن را بگیرد.
به تعریفی دیگر، باد بالارو باد فراشیب upslope ناشی از گرمایش محلی در سطوح شیب‌دار در شرایط هوای خوب است. به باد بالارو، باد فرارو هم گفته شده‌است.
باد پایین‌رو katabatic در مقابل باد بالارو قرار دارد.